# 杉山加代子
杉山加代子（1961年10月31日—）是一名日本前排球运动员。她在1984年夏季奥林匹克运动會中，参加了女子排球比赛并获得铜牌。她也曾参加过1982年亚洲运动会。